# تلقيح ريحي
التلقيح الريحي أو تلقيح بالرياح (بالإنجليزية: Anemophily)‏، هو شكلٌ من أشكال التلقيح حيث يتم التلاقح خلاله عبر حبوب اللقاح التي تنشرها الرياح، إذ أن العملية تحصل بمجرد وصول حبة طلع إلى ميسم الزهرة والذي يمكن أن يكون بنفس الزهرة أو بين أزهار مختلفة وما يساعد على ذلك صغر حجم حبوب اللقاح وقلة وزنها.